# Prasat Muang Tam

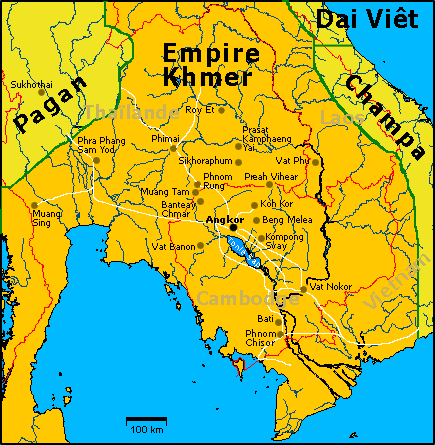
Principaux sites khmers

Prasat Muang Tam (thaï: ปราสาทเมืองต่ำ, RTGS: Prasat Mueang Tam, API : [prāː.sàːt mɯ̄a̯ŋ tàm]) est un temple khmer du XIe siècle et du XIIe siècle situé dans la province de Buriram, amphoe de Prakhon Chai, Thaïlande. Il se situe non loin du Prasat Phnom Rung. Il a été restauré par le Département des Beaux Arts de Thaïlande.
Pendant la restauration, d'importantes découvertes ont été faites, dont deux statues visibles au Musée national de Bangkok. Pour l'instant aucune inscription n'a été trouvée, ce qui rend difficile de replacer cet ensemble dans l'histoire de la région. Le style des linteaux permet de dater le temple : la plupart sont d'un style mélangeant le Khleang et le Baphuon et datent donc très probablement des Xe - XIe siècles.
Ce temple était dédié à Shiva -un grand linga occupait le sanctuaire central et un fronton de la tour nord-est montre Shiva et Parvati sur Nandin- mais on a également découvert des fragments d'une statue de Vishnou.

## Le gopura oriental externe
Au-dessus de la porte principale, un linteau montre Krishna combattant Kaliya, le naga à cinq têtes. Le fronton situé au-dessus s'organise autour d'un kâla, comme les linteaux et frontons des deux entrées latérales du gopura. Il est à noter que kala joue un rôle particulièrement important dans la décoration du Prasat Muang Tam. On peut en distinguer de deux styles : la plupart, comme ceux qui décorent les portes externes, sont de style du Baphuon, mais quelques-uns, comme sur la porte interne sud de ce même gopura, sont de style Khleang. Au-dessus, des antéfixes décorent les coins du gopura, représentant des nagas de la gueule desquels jaillit une guirlande dont la forme évoque un peu un saxophone (typique du style du Baphuon).
De part et d'autre du gopura, des murs de latérite forment l'enceinte externe. Ces murs ont souffert de l'affaissement du terrain, dû à la proximité de l'eau.

## L'enceinte extérieure
Dans l'enceinte externe, on voit, tout autour de l'enceinte intérieure, quatre bassins en forme de L, qui constituent une large douve, fleurie de lotus. On peut remarquer les portes menant à des escaliers descendant vers l'eau des bassins. L'encadrement de ces portes est constitué par les queues de nagas dont les corps forment la berge des bassins.

## L'enceinte intérieure
Au-dessus de la porte principale du gopura oriental interne, on peut voir un kâla de style Baphuon, agrippant des guirlandes qui sortent de sa bouche; le haut du linteau est décoré d'une frise de rishis.

## Les tours centrales
Au centre de l'ensemble des deux enceintes, se trouvent cinq tours de brique, dont quatre ont été restaurées. La disposition, sur deux lignes inégales, est inhabituel. le sanctuaire principal se trouve au centre de la première ligne. Il était complètement en ruines quand la restauration a commencé, et actuellement seule une dizaine de niveaux de briques a été refaite, le tout reposant sur une base à degrés massive faite de latérite. Durant la restauration, des traces de stuc ont été retrouvées. Les linteaux sont de belle facture: Shiva et son épouse Uma sur leur monture, le taureau Nandin, Shiva soulevant le mont Govardhana, différentes divinités au-dessus de Kâlas.

## Le gopura occidental externe
Ce gopura comporte des linteaux inachevés. On pense que ce fait est dû à la mort du roi ou du commanditaire, le successeur pouvant avoir peu d'intérêt à achever le travail, surtout s'il voulait commencer la construction d'un nouveau sanctuaire. L'état d'avancement est ici plus réduit que par exemple au Prasat Phnom Wan où l'on peut également observer des linteaux inachevés.

## Photographies

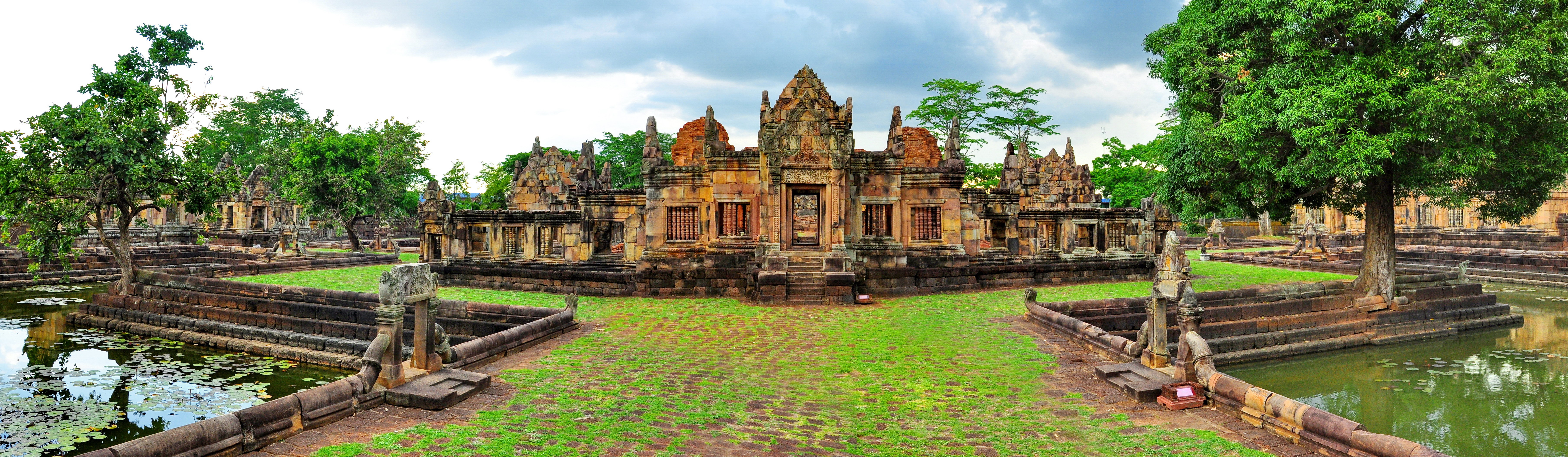

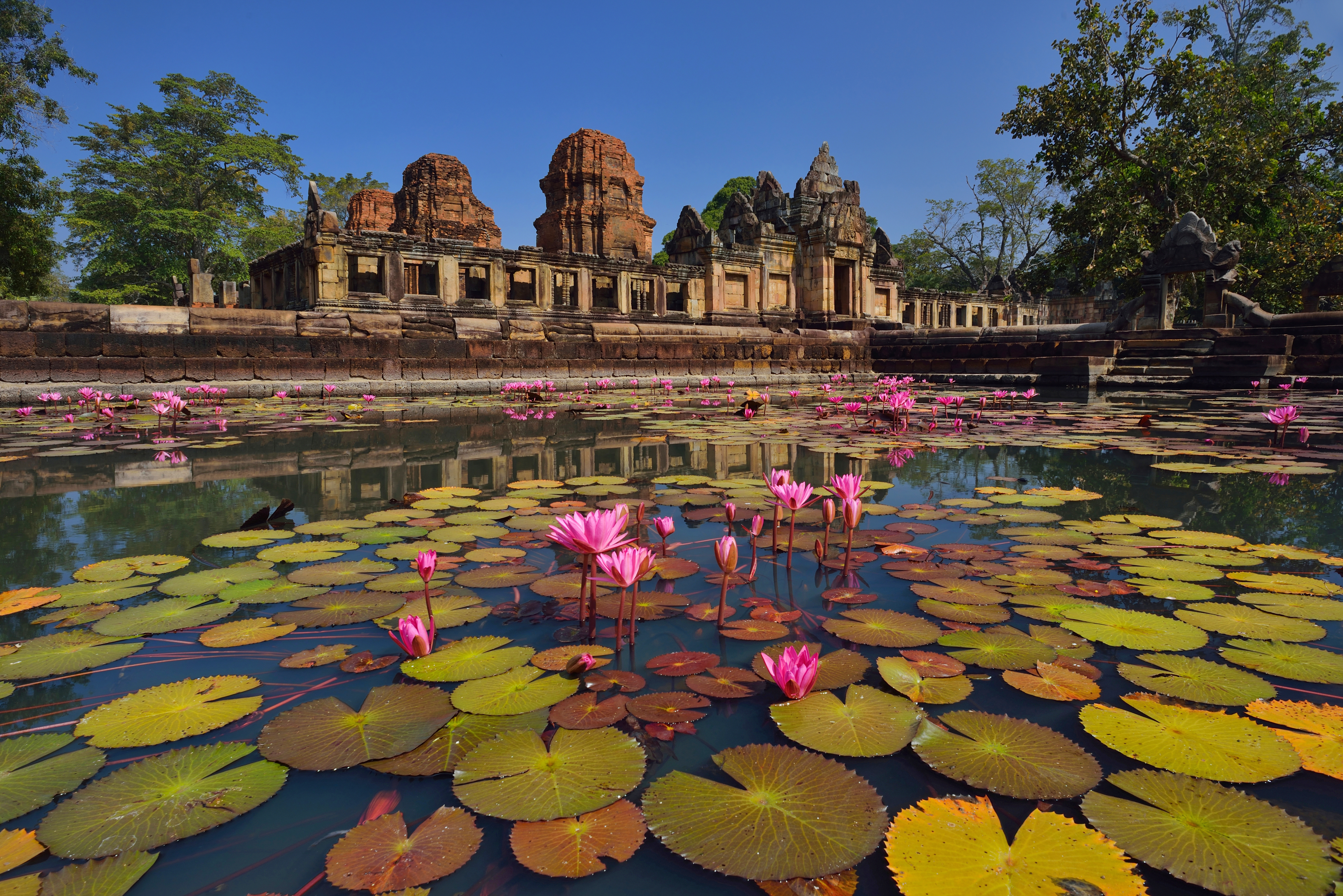

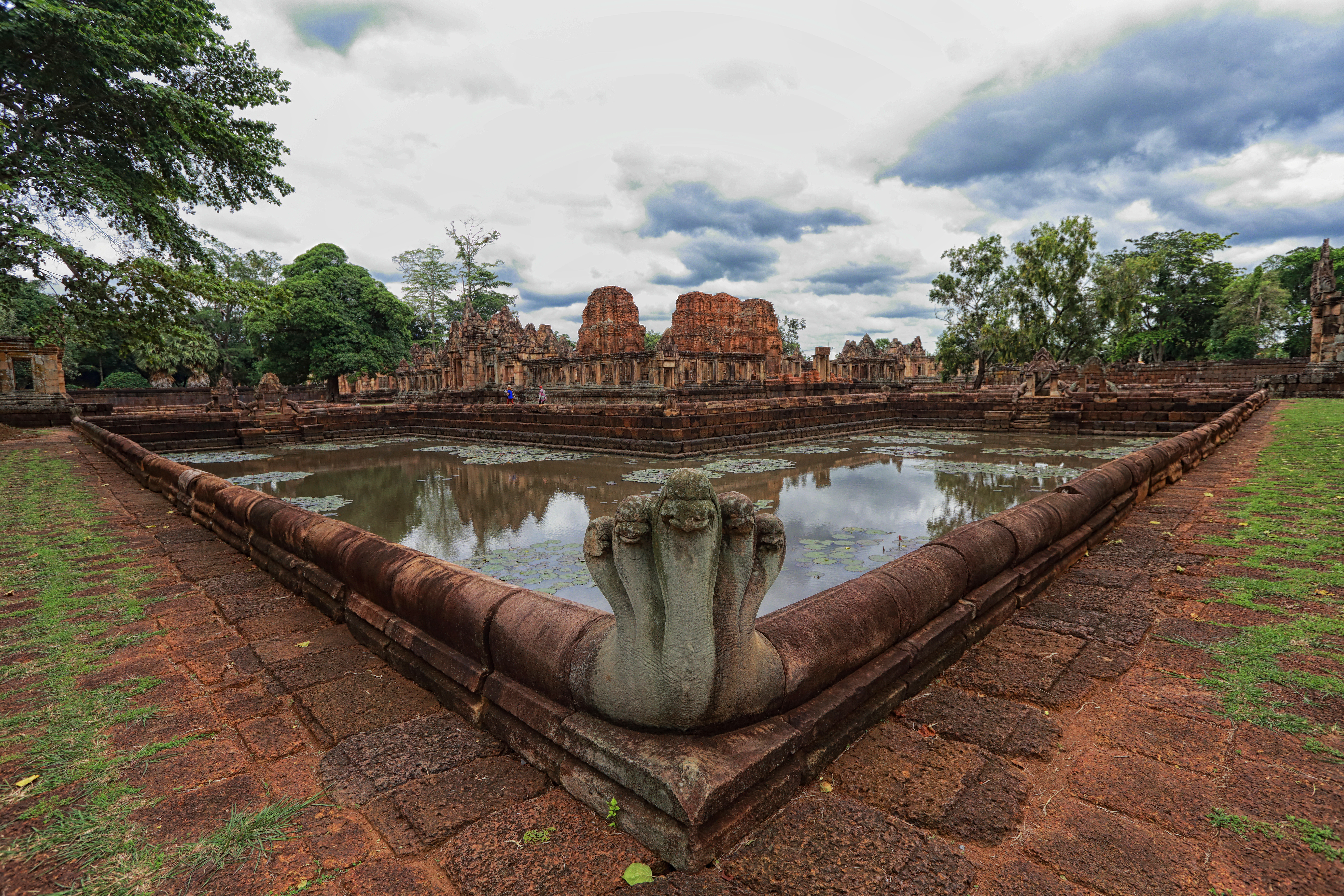

Panoramas
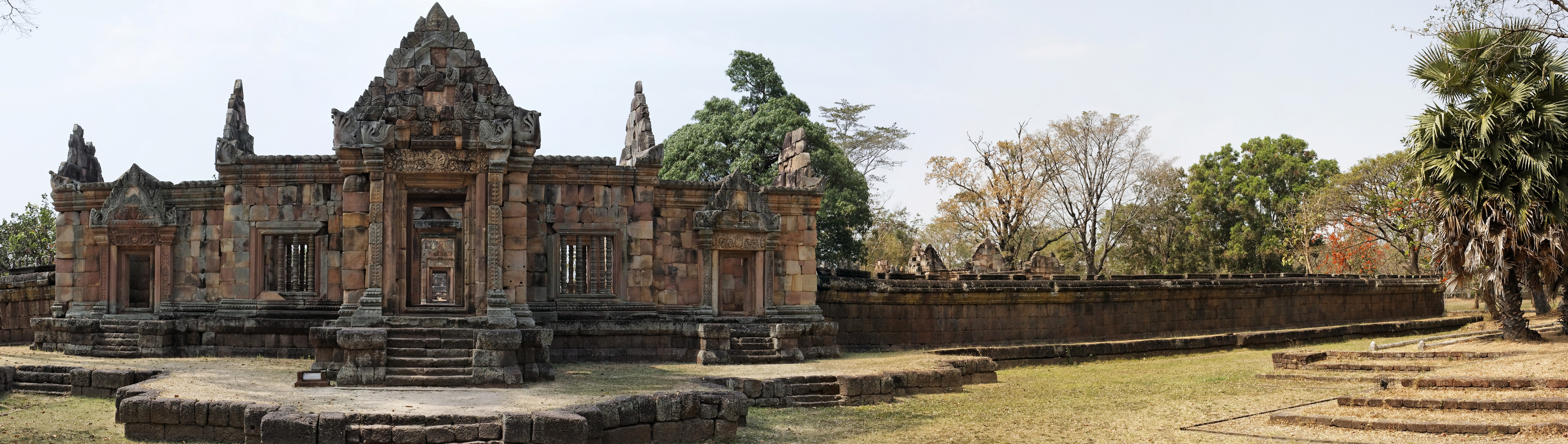
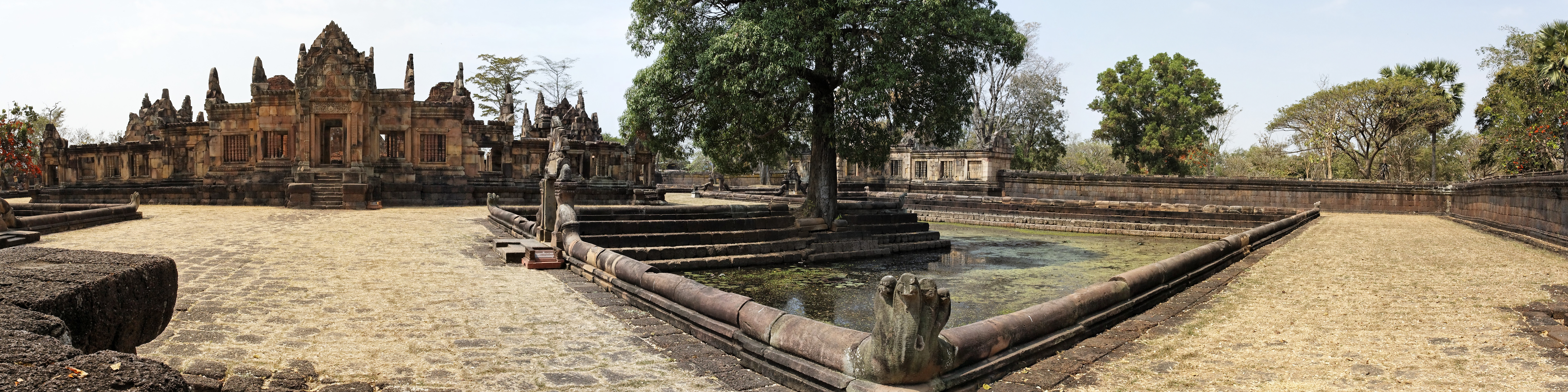
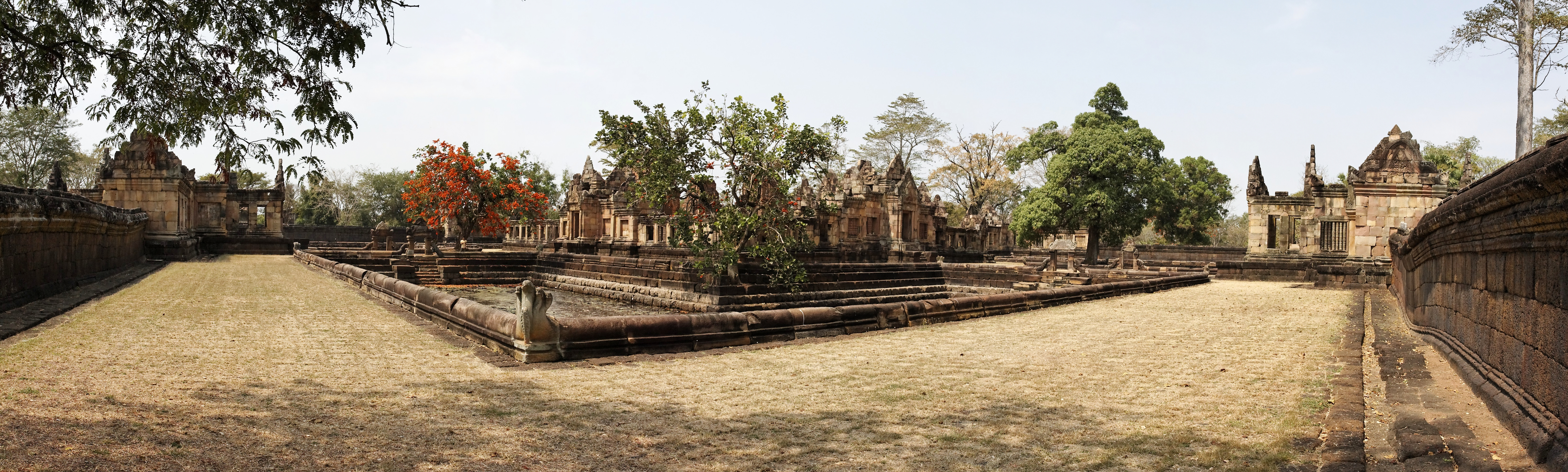
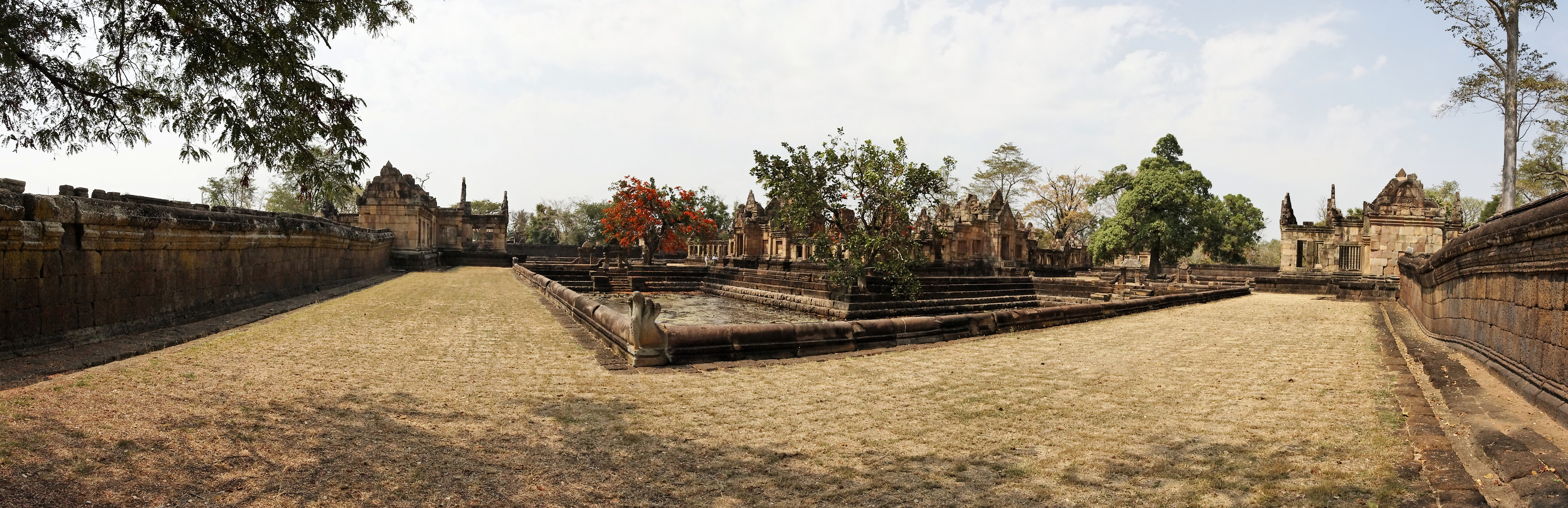

Photos
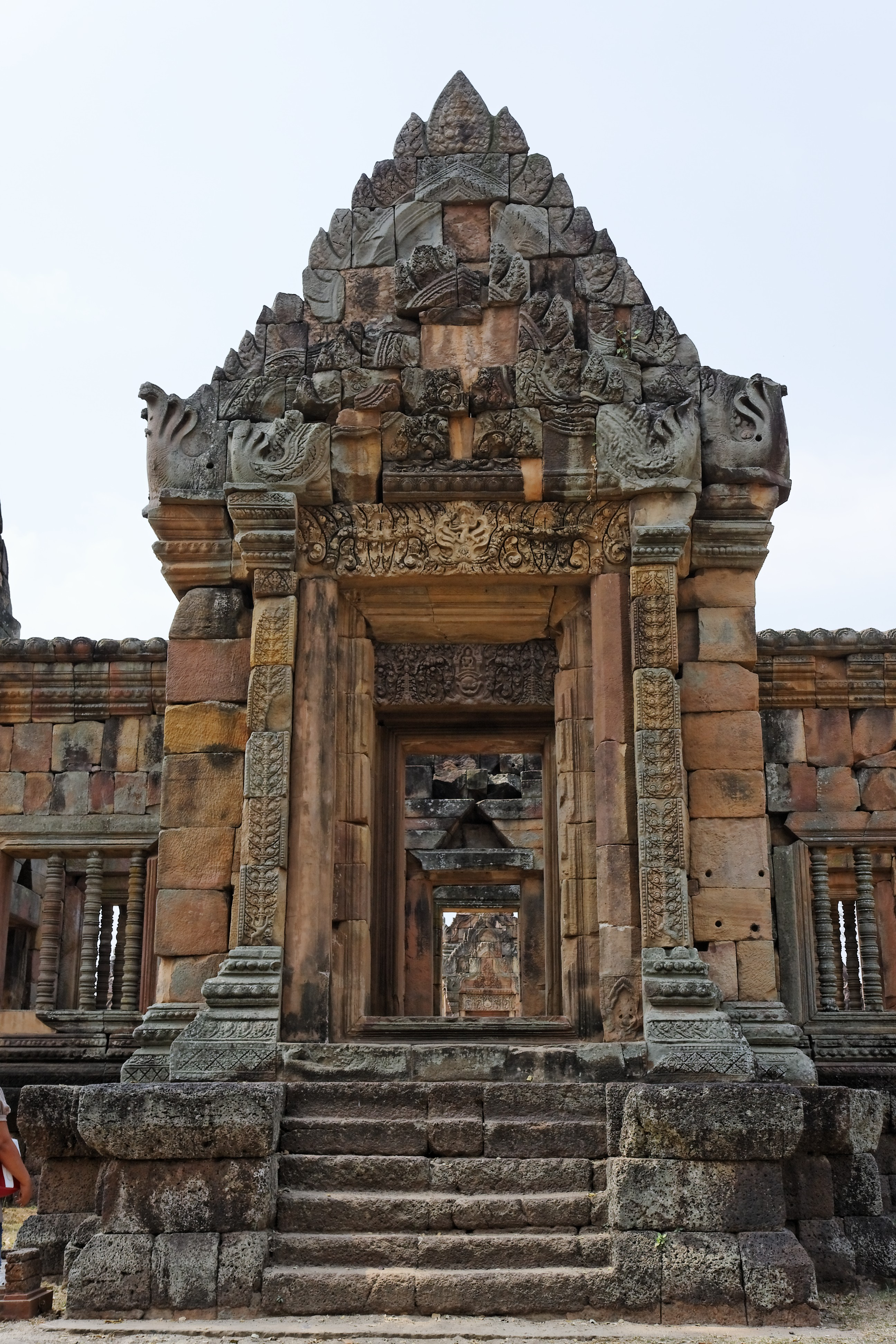
Porte principale du gopura oriental externe
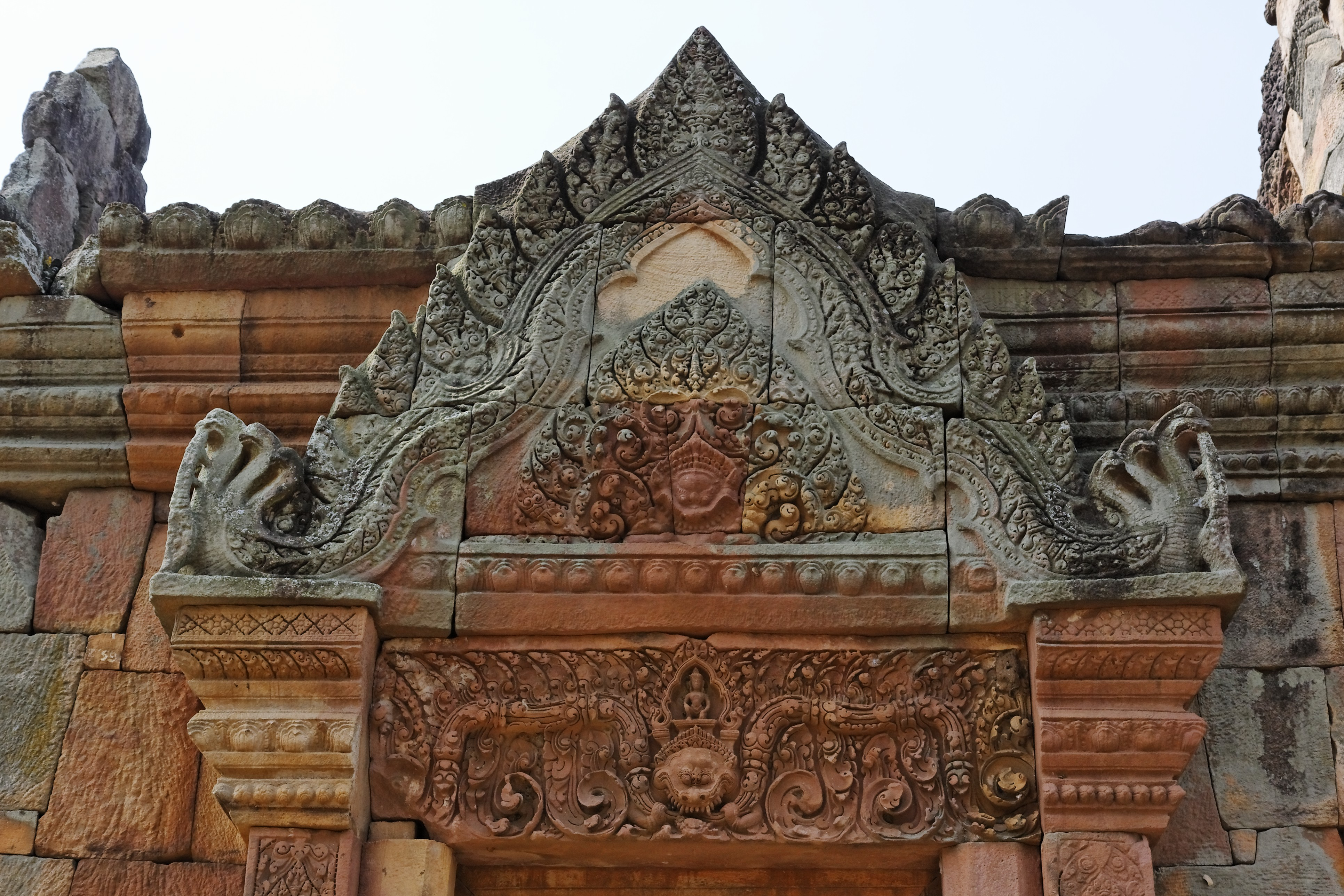
Fronton (Porte principale du gopura oriental externe)décoré d'un Kâla et de Nagas à cinq têtes et linteau décoré d'un Krishna combattant Kaliya, le naga à cinq têtes, et surmontant un Kâla
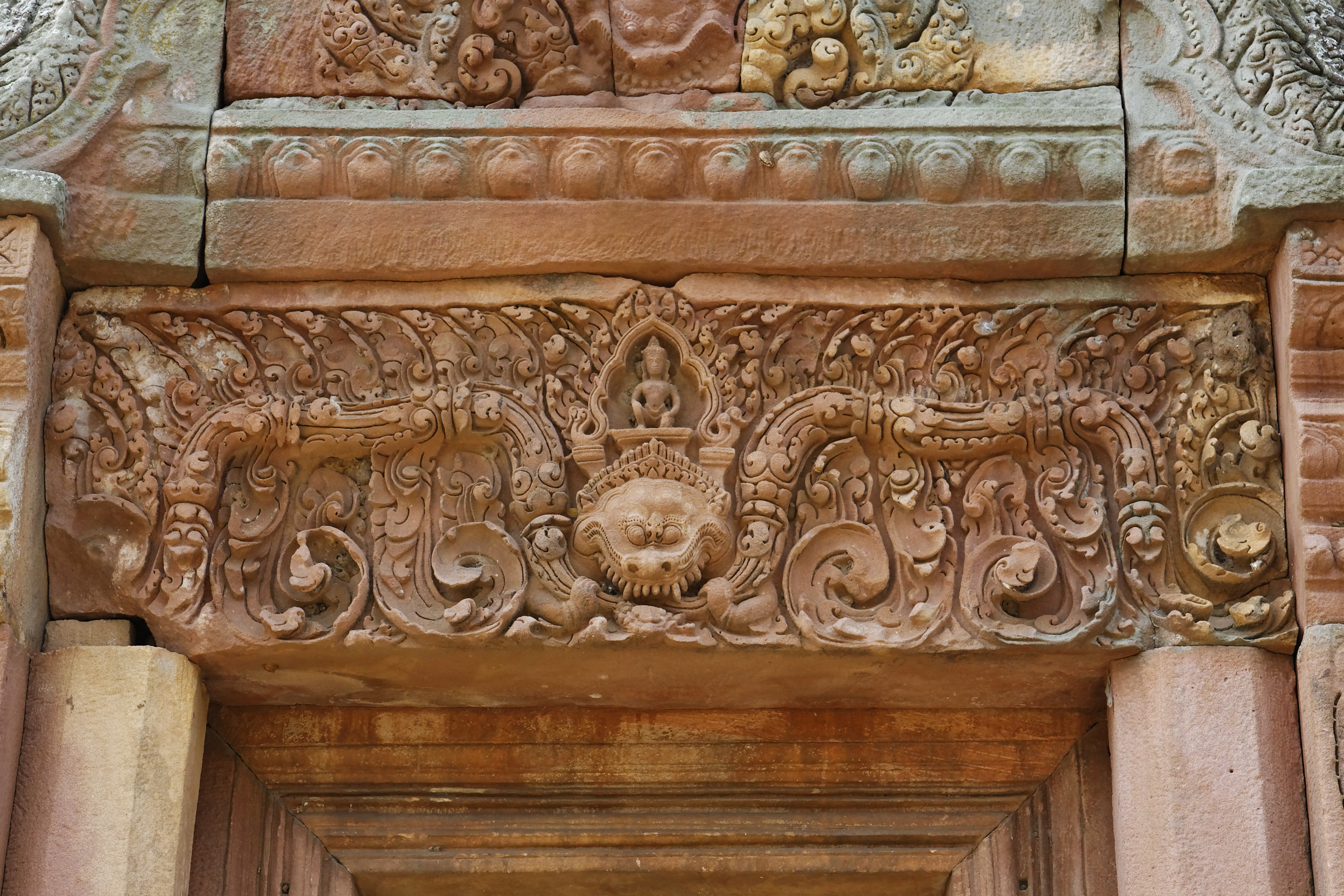
Linteau: divinité surmontant un Kâla
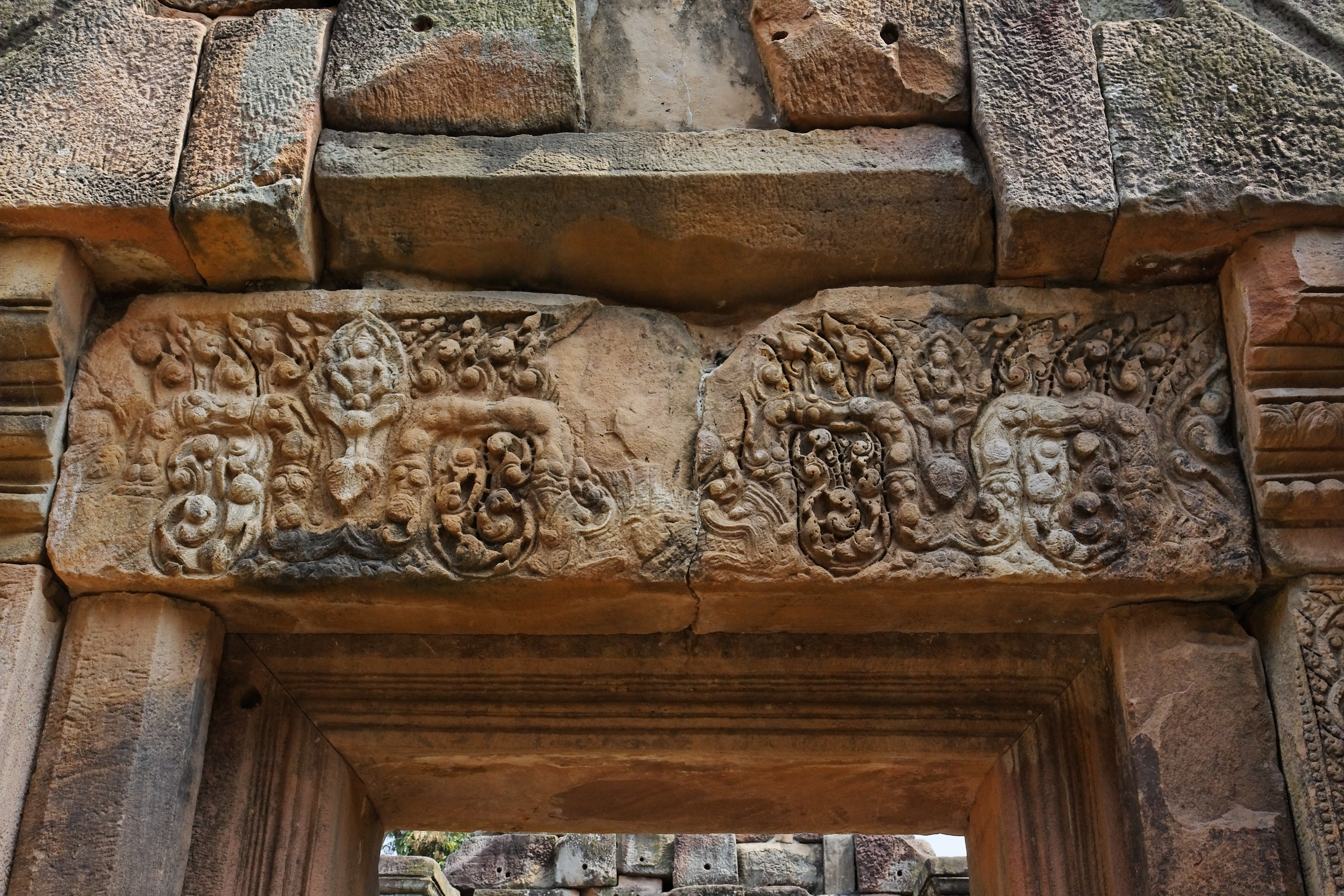
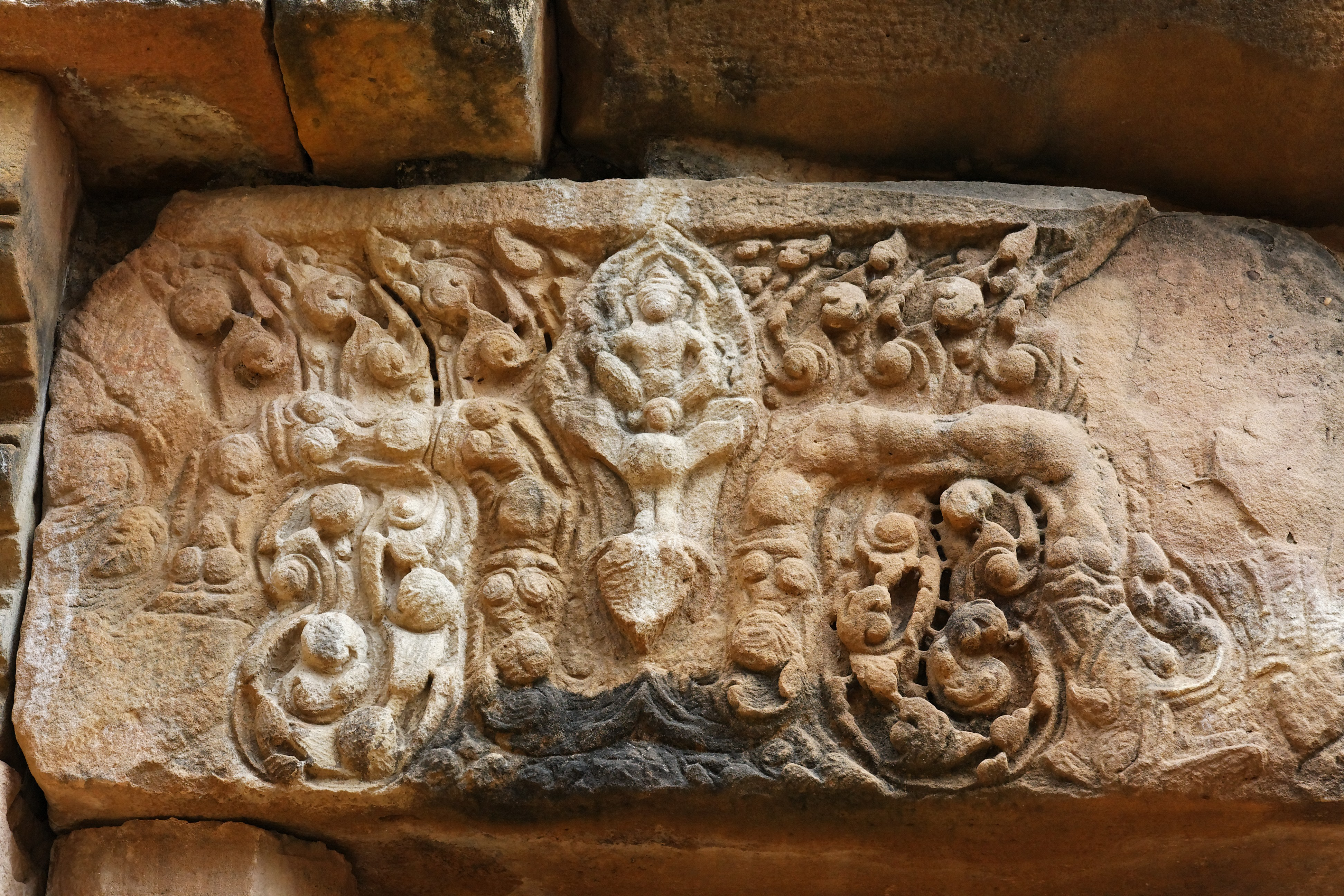
Linteau: Brahma sur l'oie Hamsa
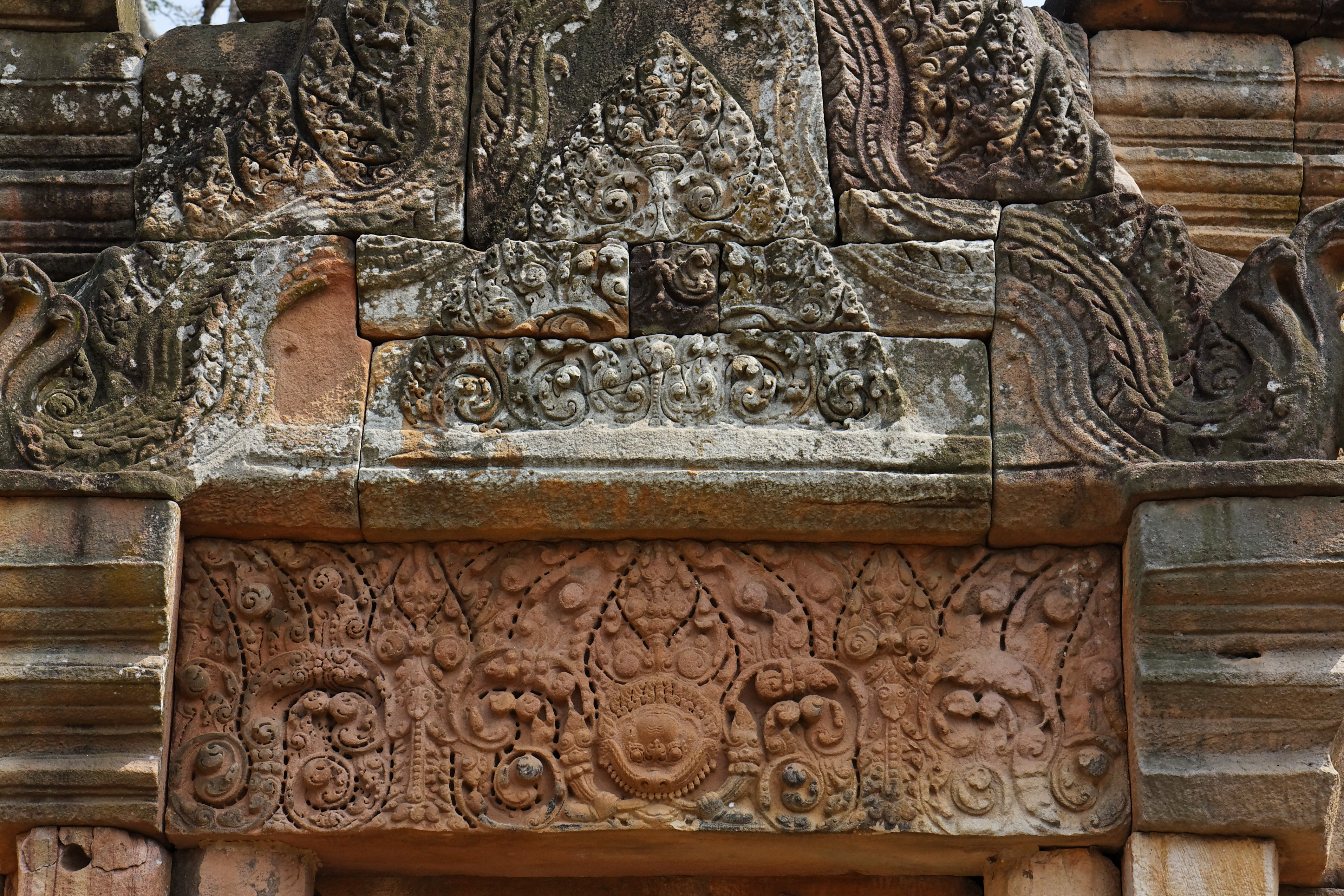
Fronton à motifs floraux et Nagas à cinq têtes et linteau décoré d'un Kâla
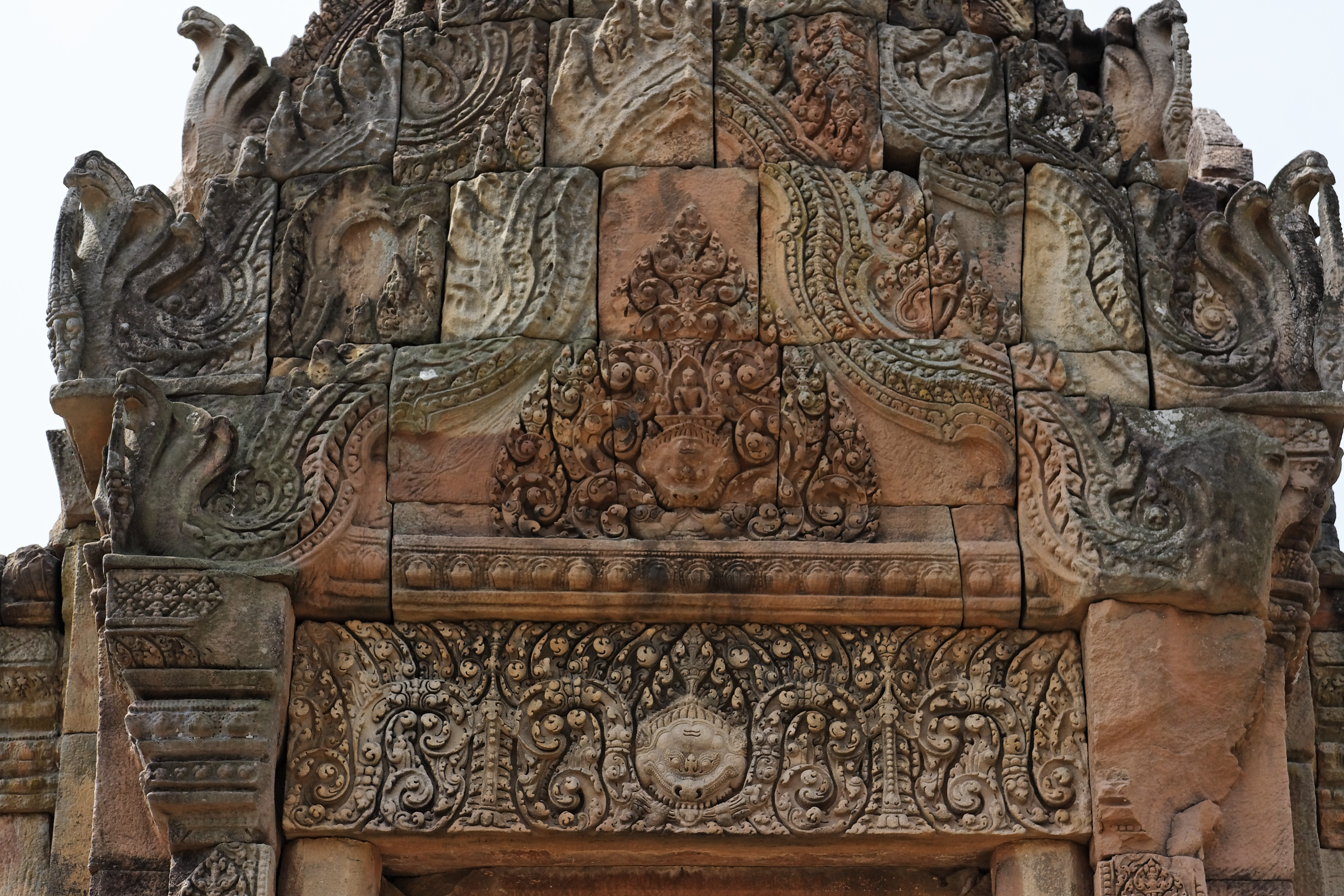
Fronton décoré d'une divinité surmontant un Kâla et de Nagas à cinq têtes et linteau décoré d'un Kâla
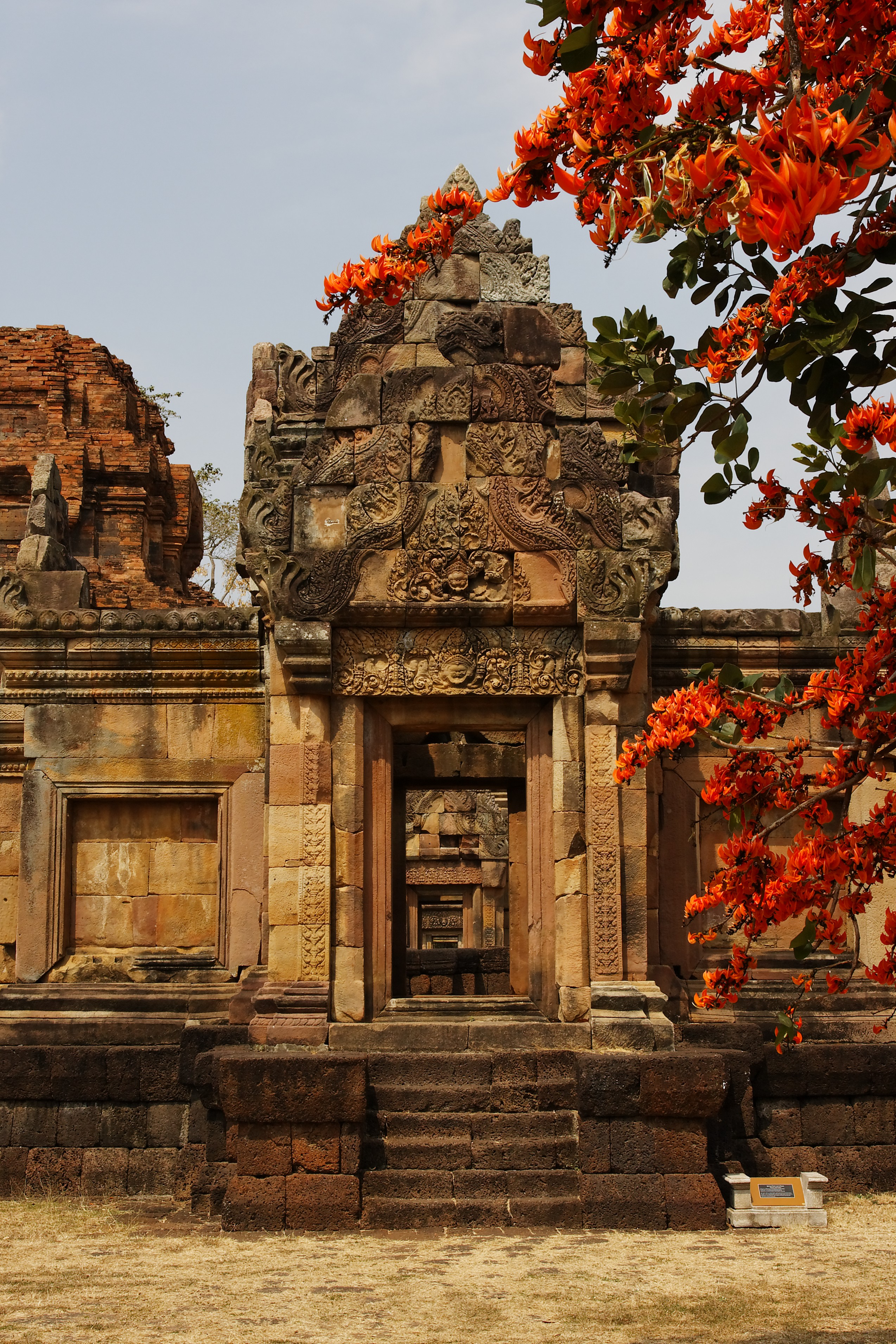
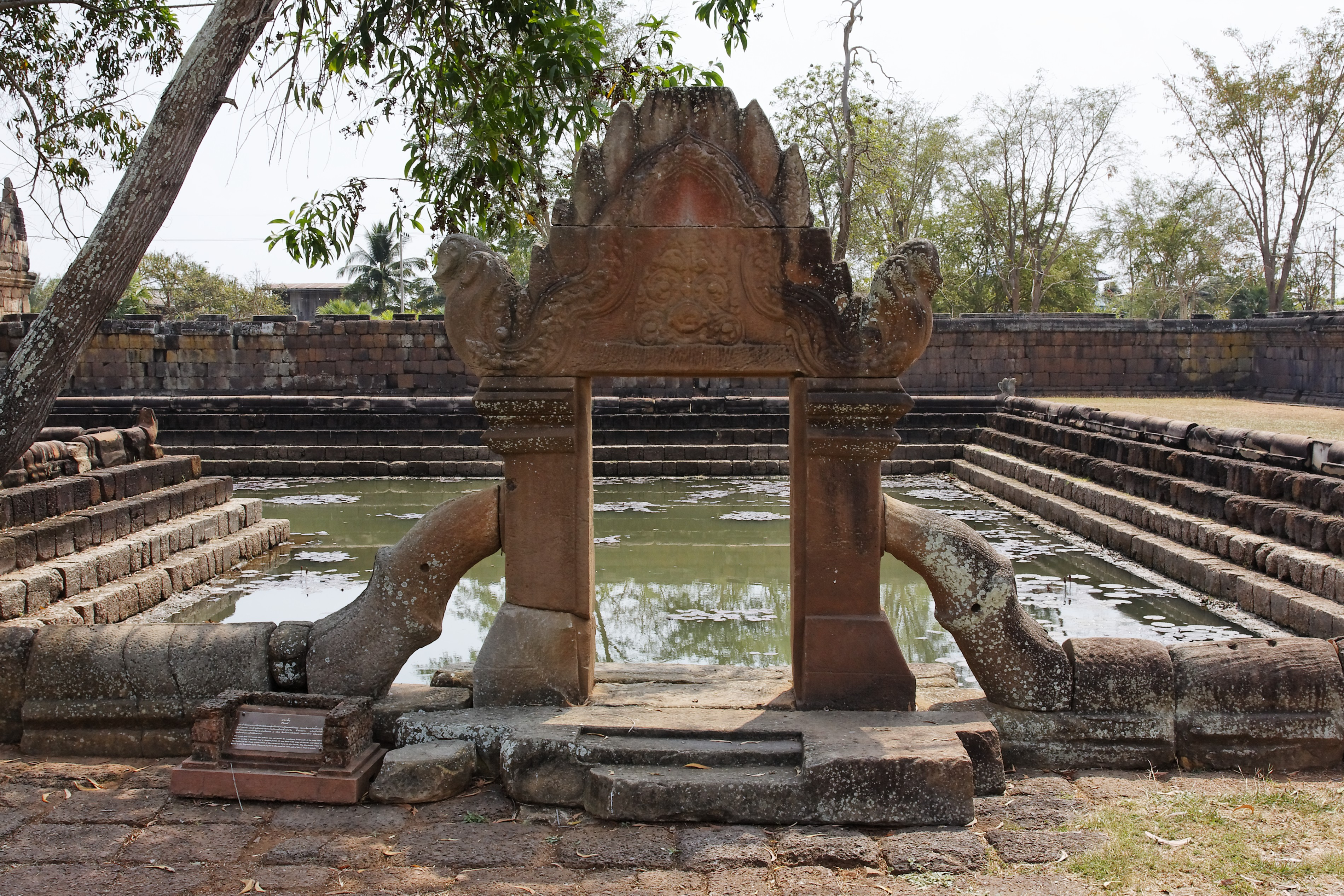
L'une des portes menant aux 4 bassins en L. L'encadrement des portes est formé par des queues de nagas dont les corps constituent les berges des bassins
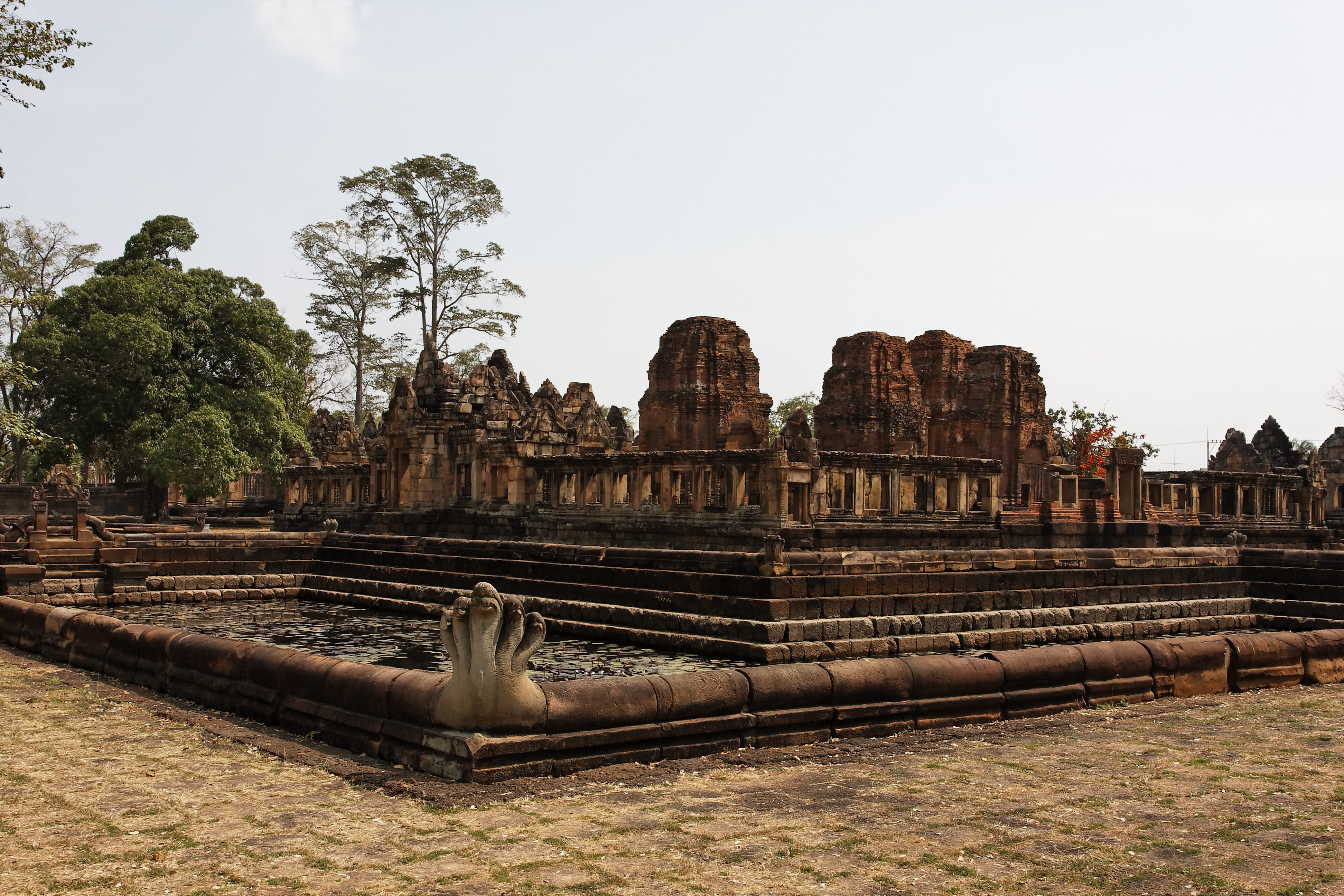
L'un des 4 bassins en L
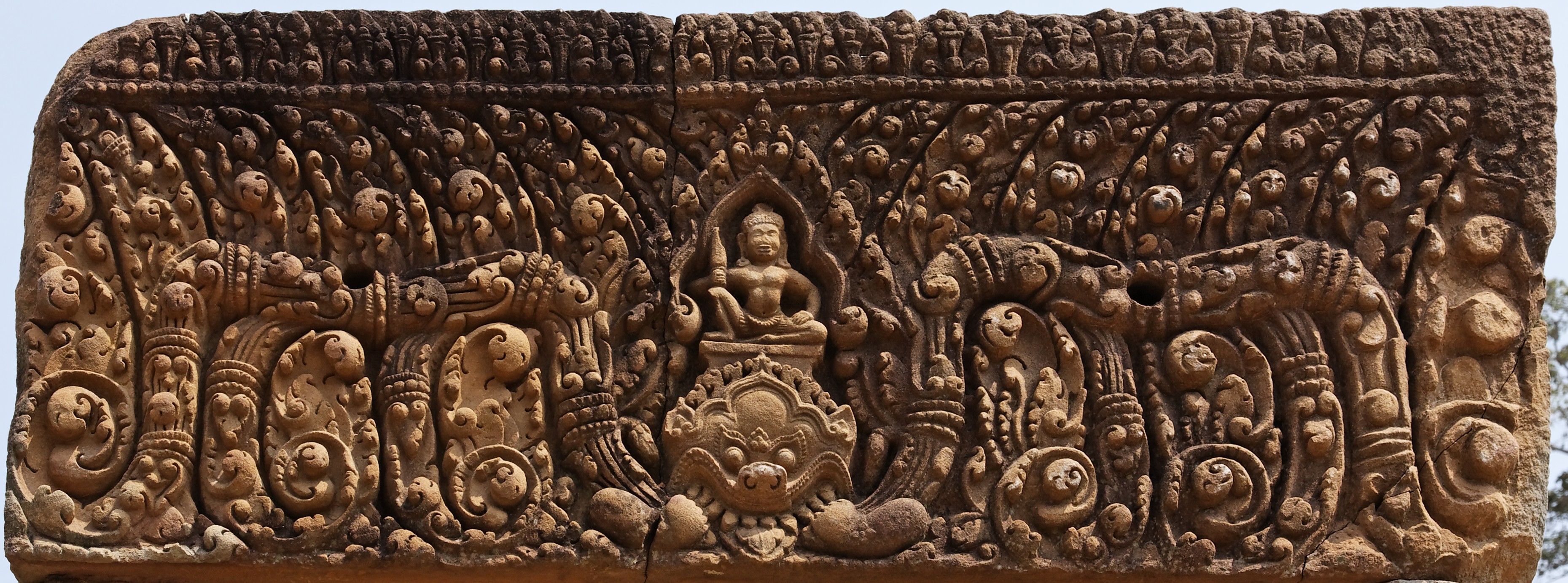
Linteau décoré d'une divinité surmontant un Kâla
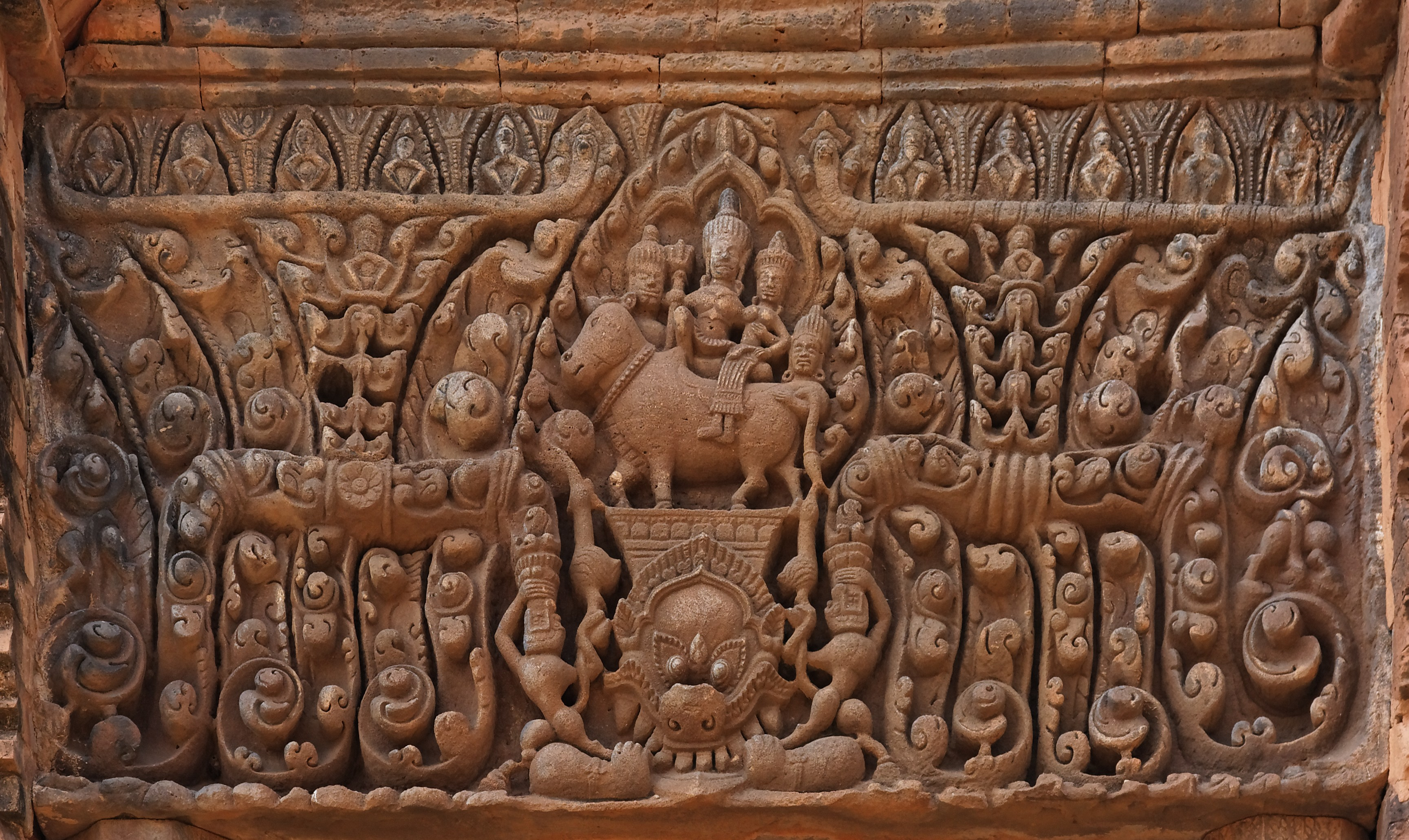
Linteau: Shiva et Parvati (Uma) sur le taureau Nandin
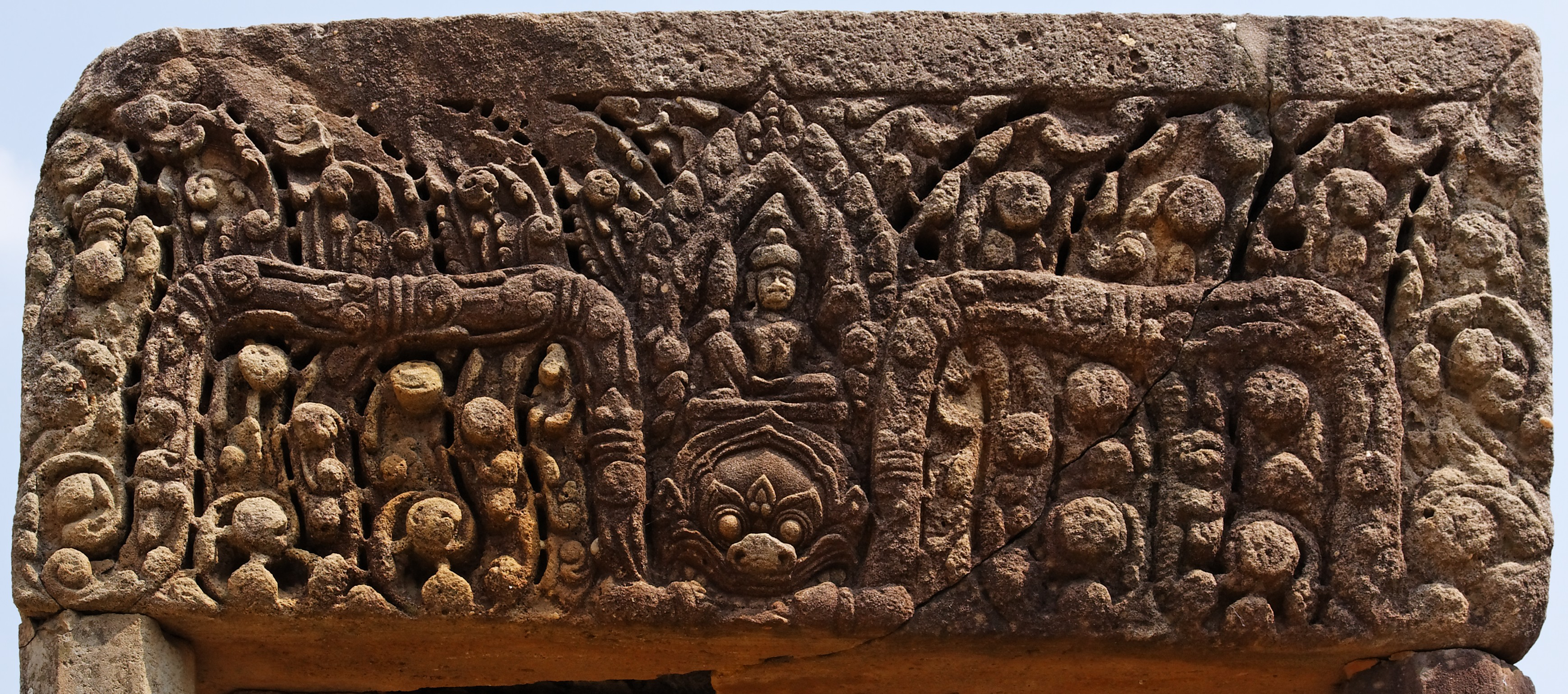
Linteau décoré d'une divinité surmontant un Kâla
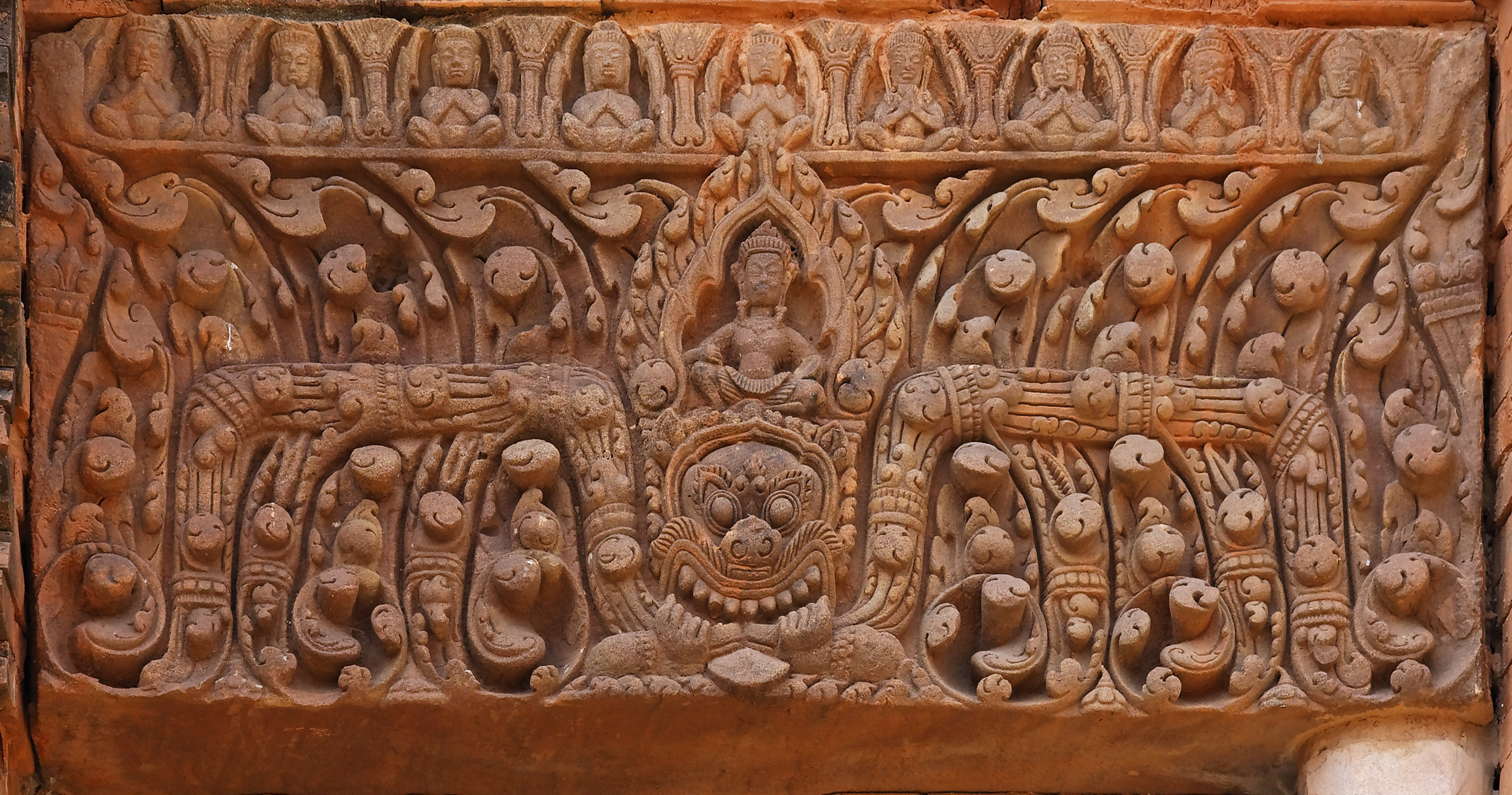
Linteau décoré d'une divinité surmontant un Kâla; au-dessus, une frise de rishis (gopura oriental interne)
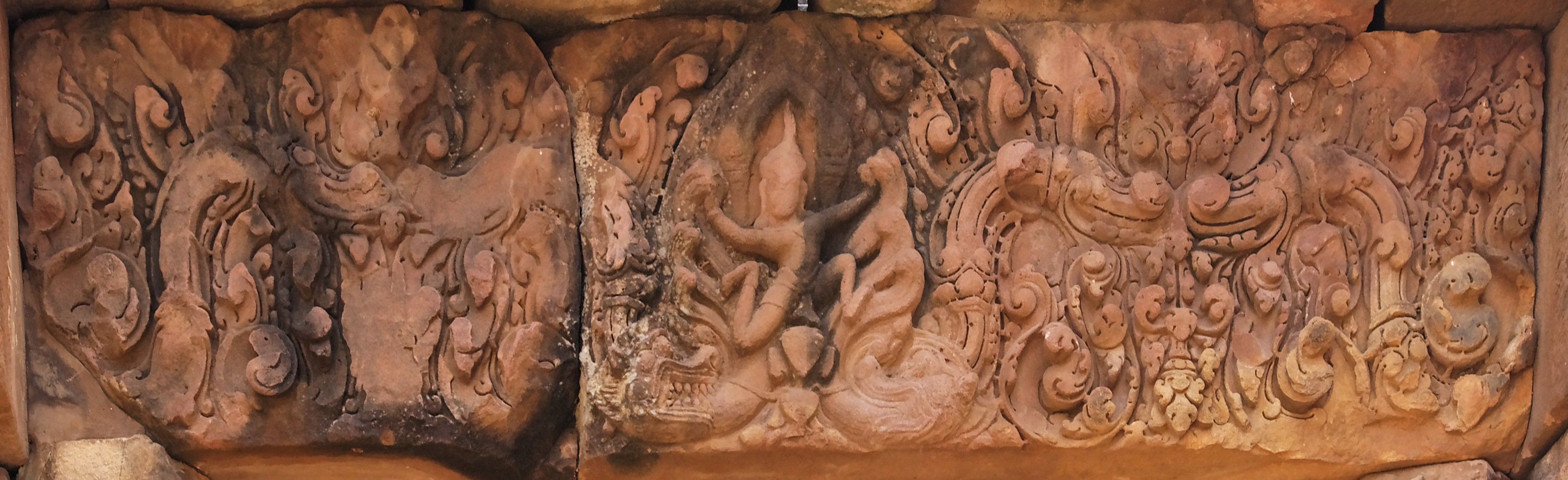
Linteau de la porte principale du gopura oriental externe: Krishna combattant Kaliya, le naga à cinq têtes
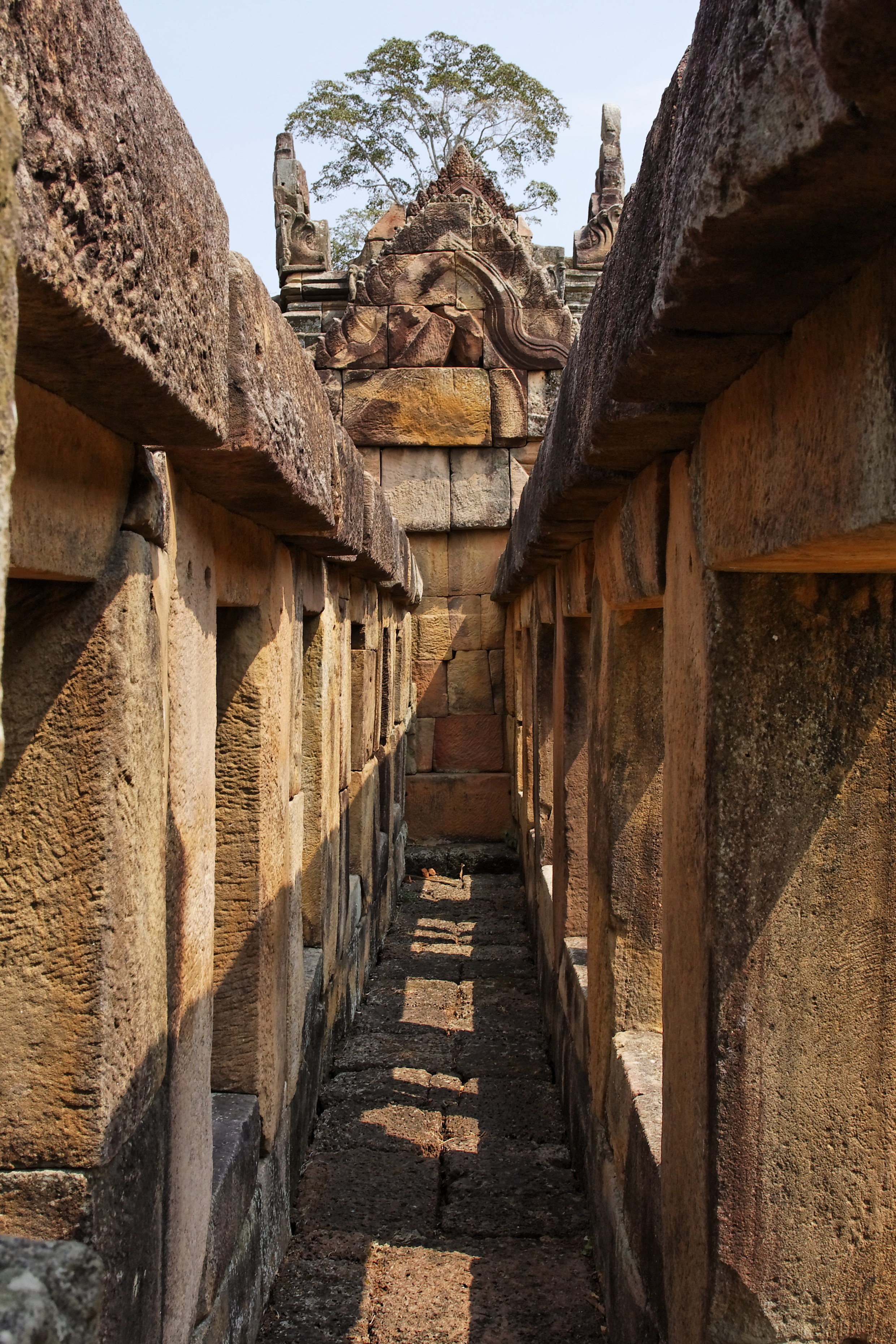
Intérieur de la galerie
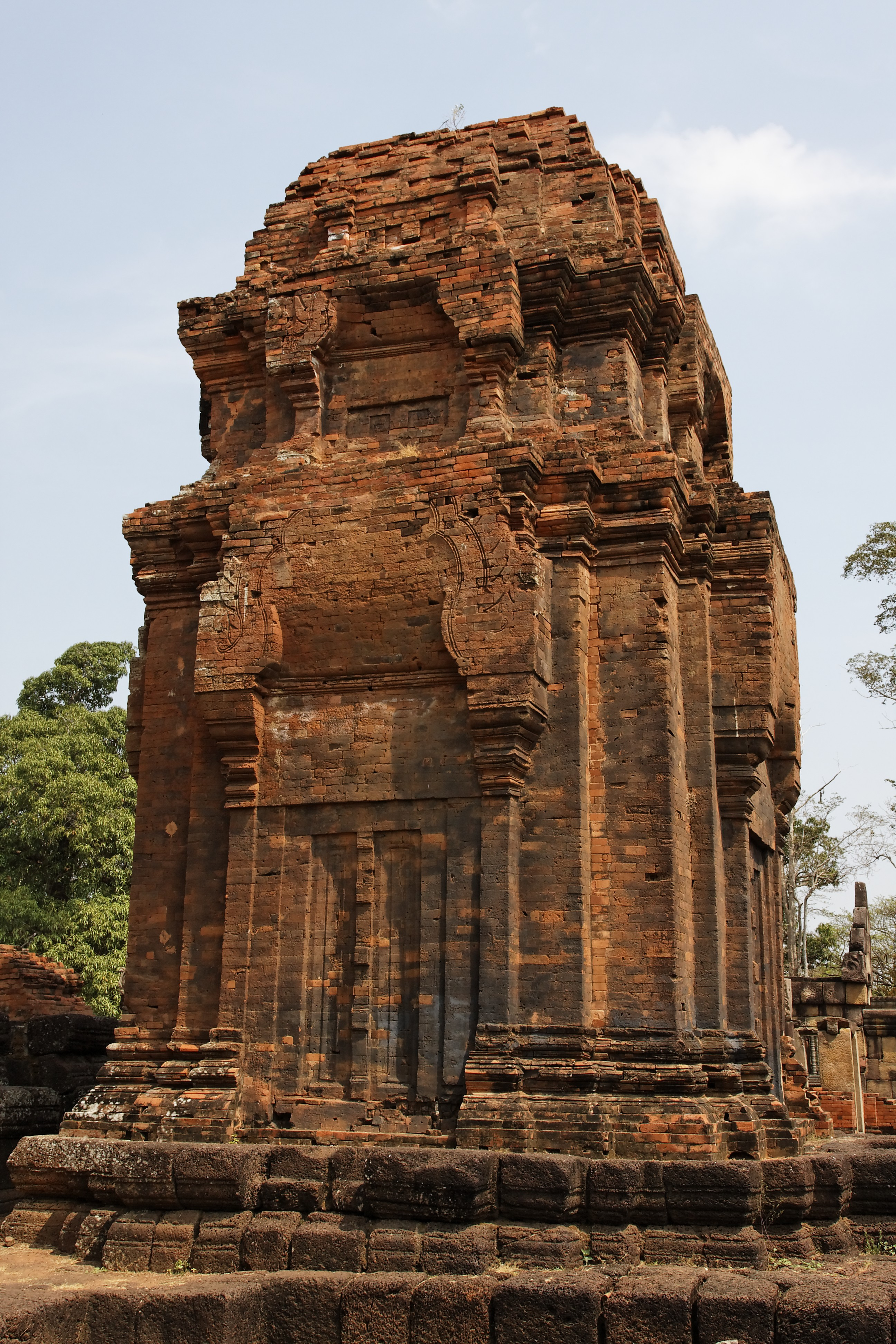
Une des tours centrales: on peut distinguer la décoration représentant des nagas
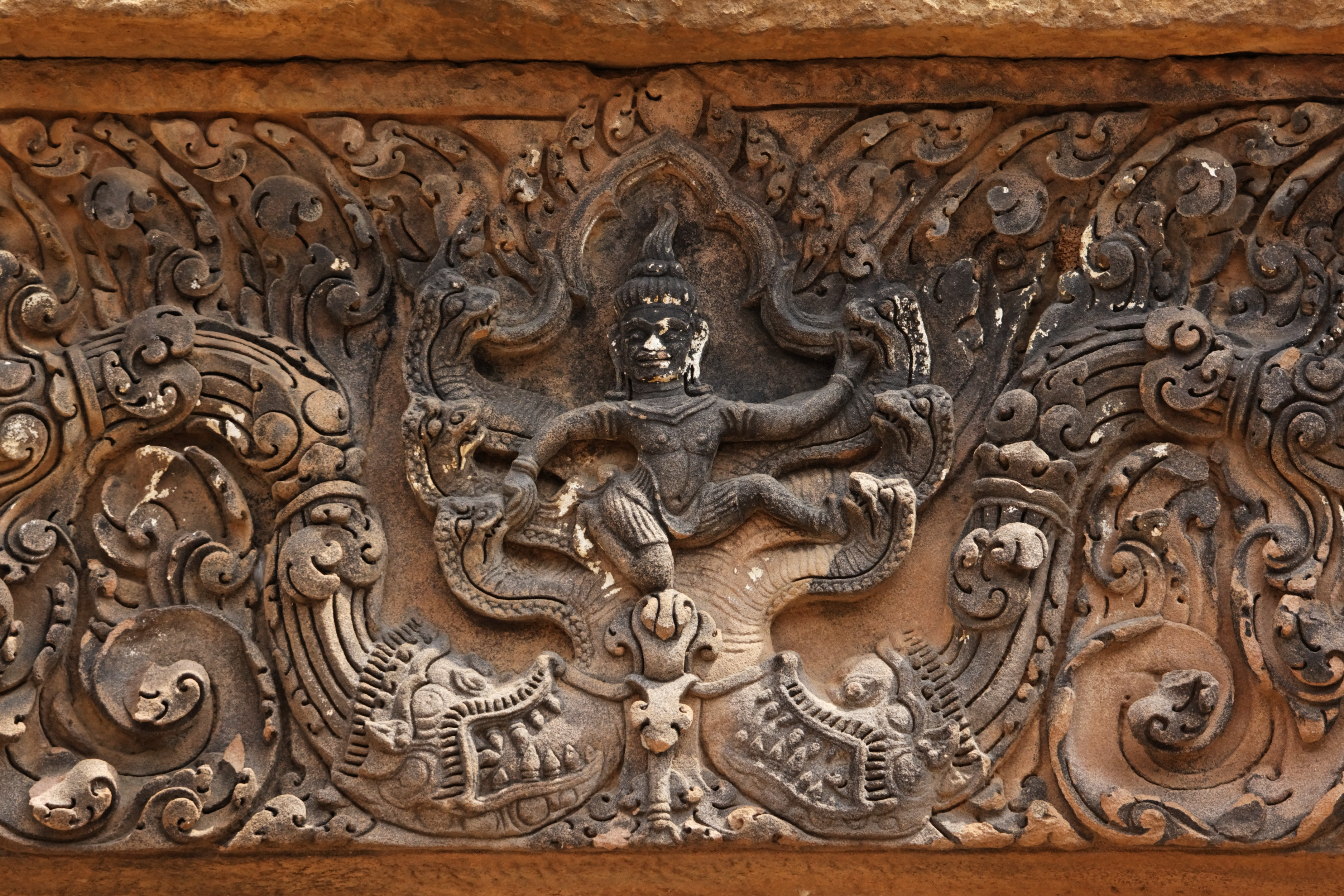
Détail du linteau de la porte principale du gopura oriental interne: Krishna combattant Kaliya, le naga à cinq têtes
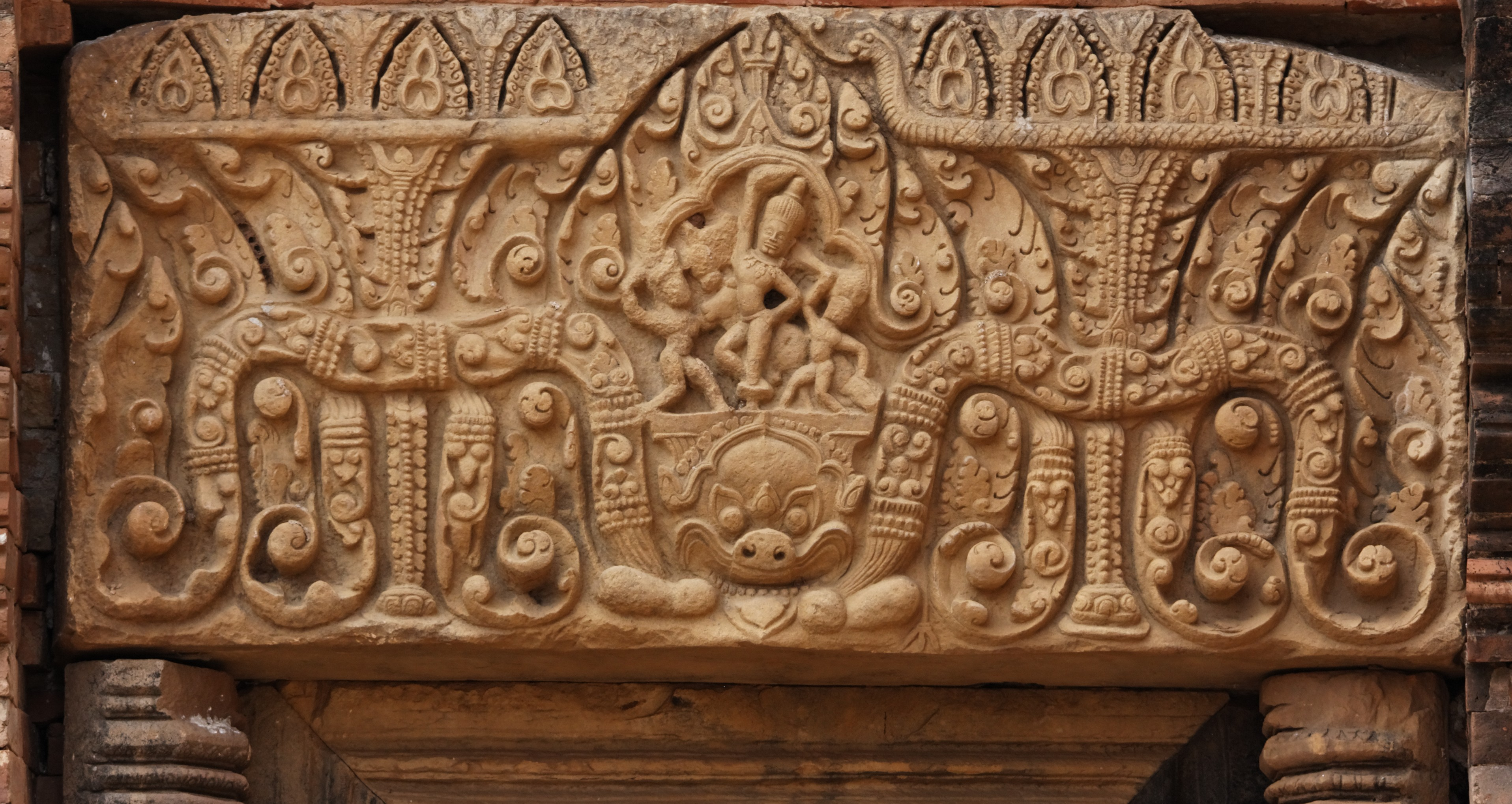
Linteau de la tour nord: Krishna soulevant le mont Govardhana au-dessus d'un Kâla
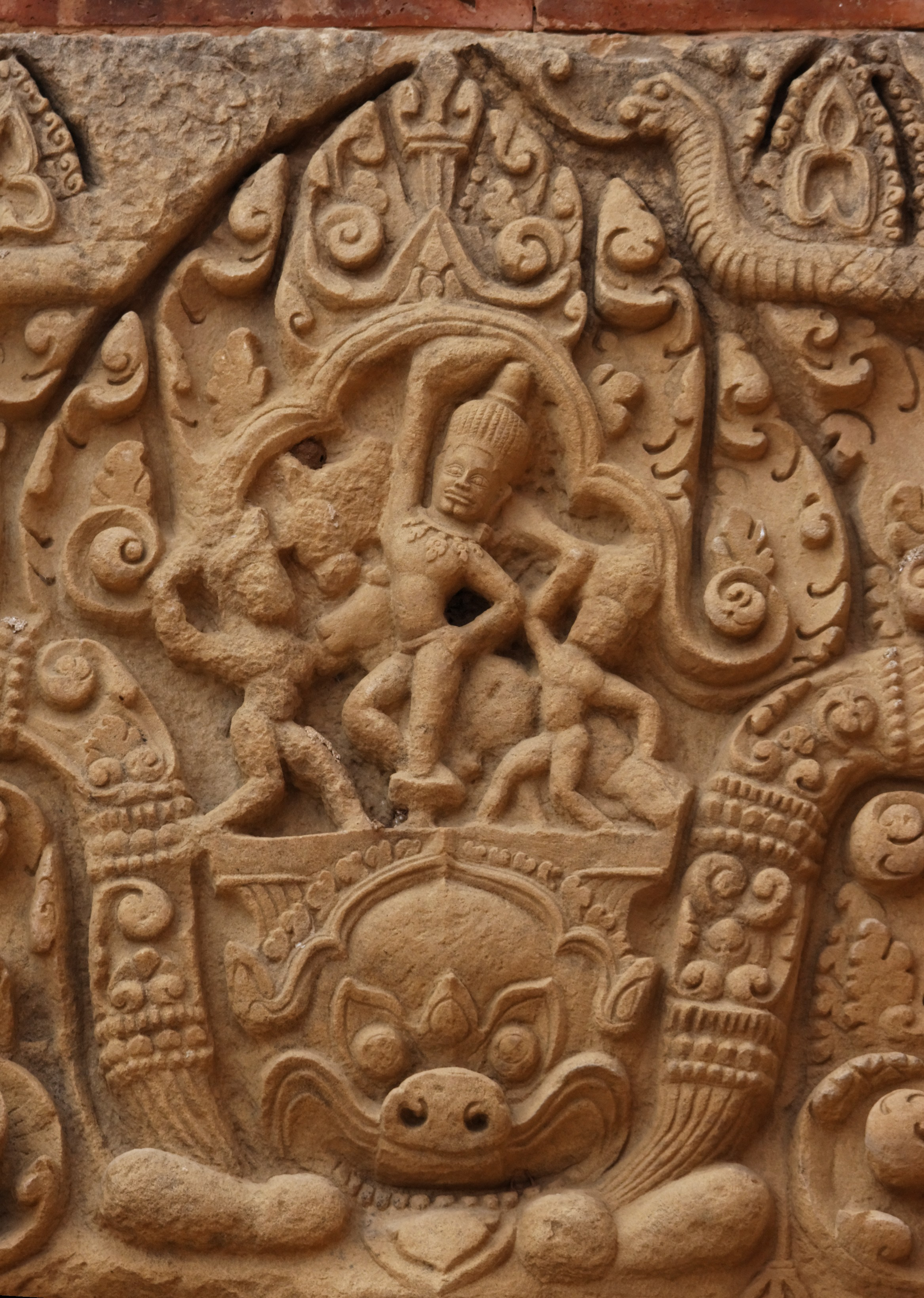
Linteau de la tour nord (détail): Krishna soulevant le mont Govardhana au-dessus d'un Kâla
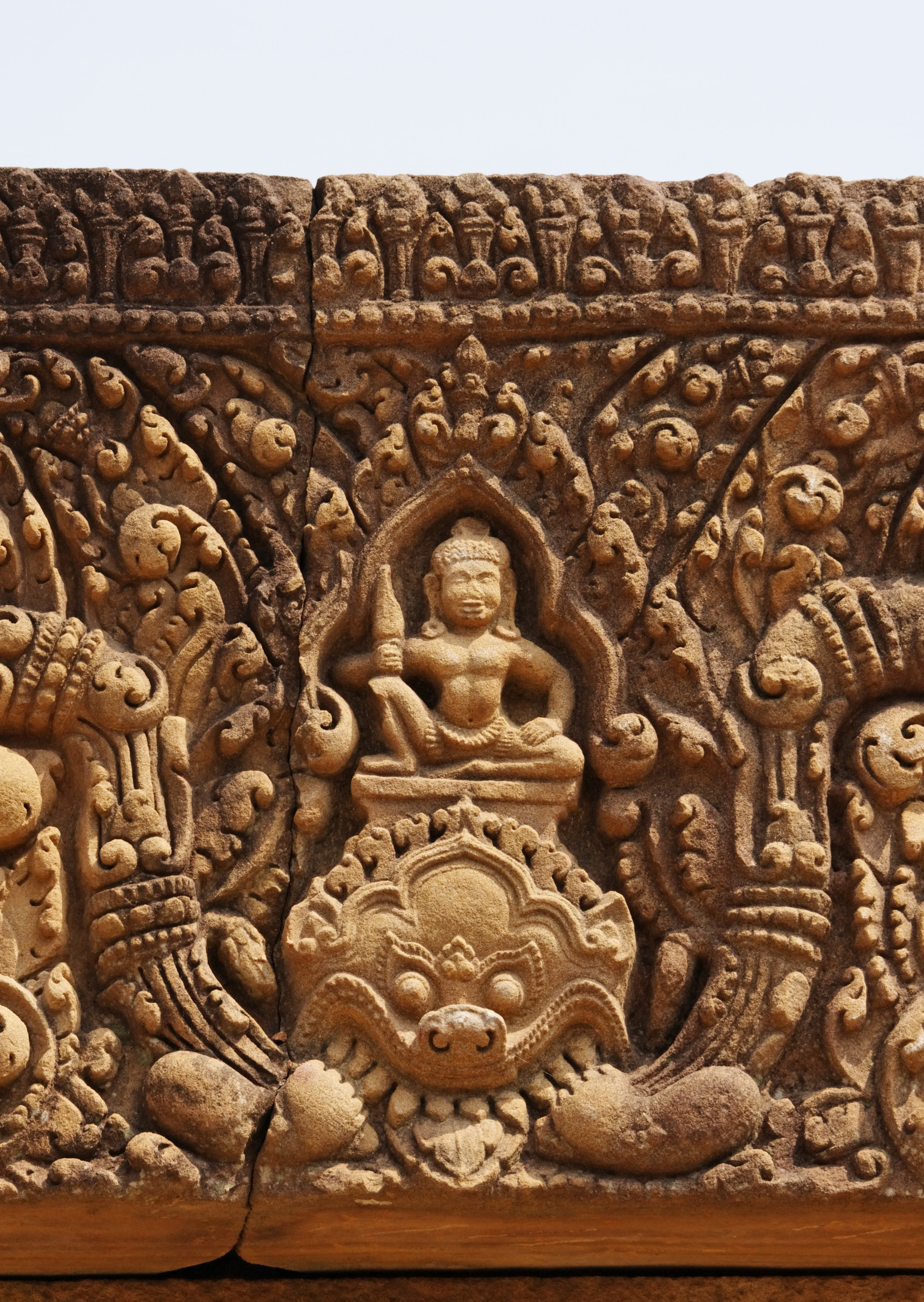
Divinité surmontant un kâla
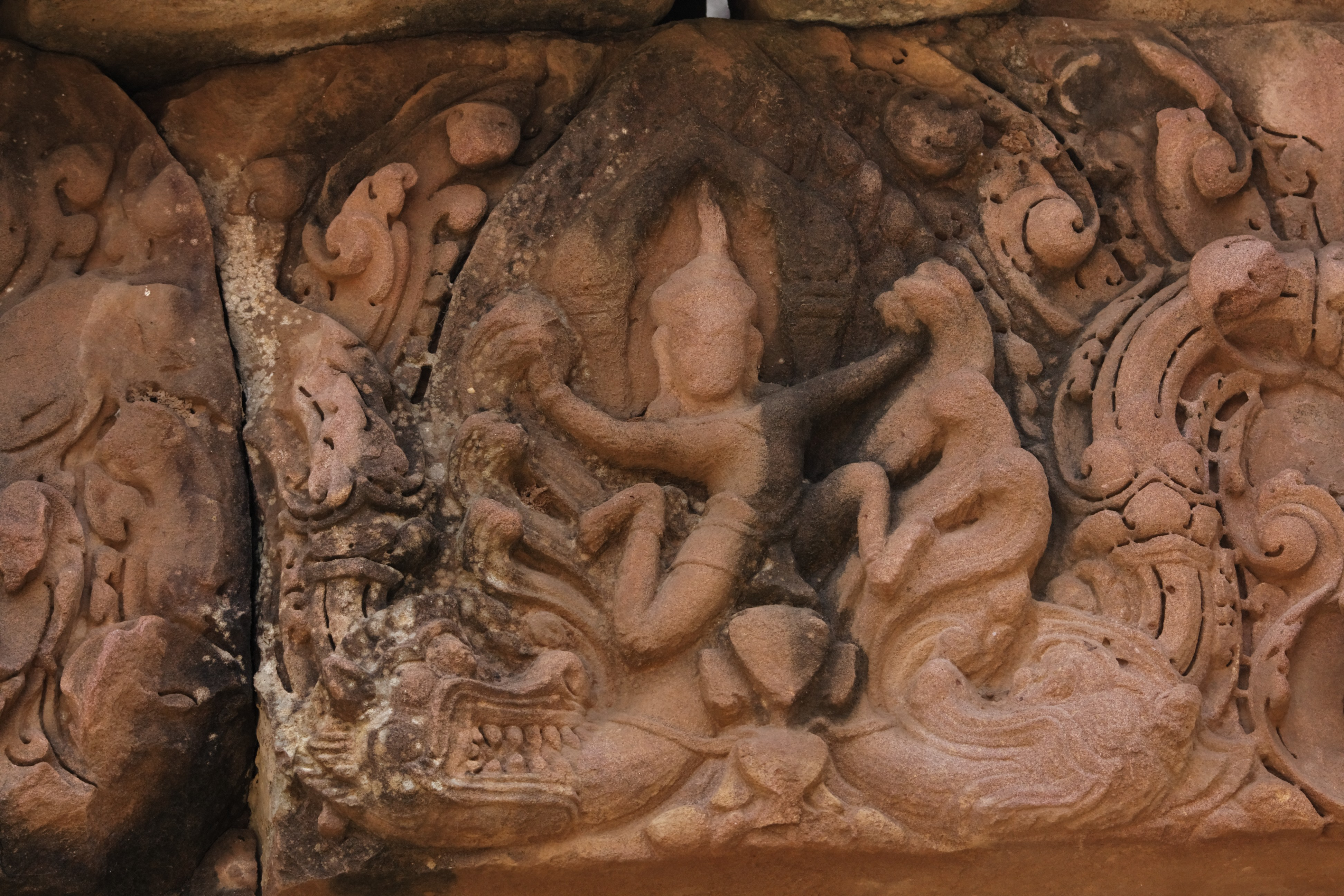
Détail du linteau de la porte principale du gopura oriental externe: Krishna combattant Kaliya, le naga à cinq têtes
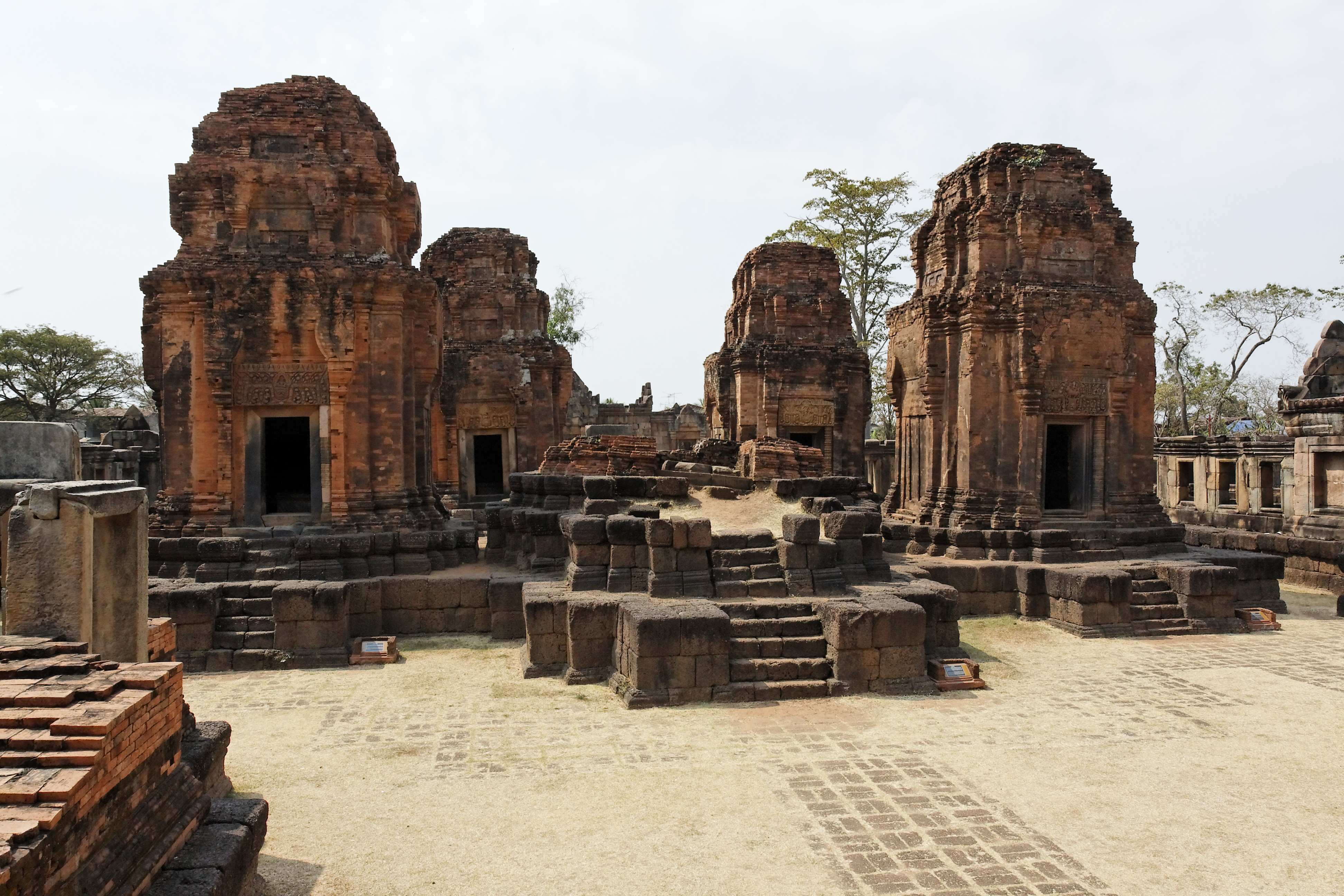
Les tours centrales